# Transport kolejowy w Papui-Nowej Gwinei
Transport kolejowy w Papui-Nowej Gwinei – zlikwidowany system transportu szynowego w Papui-Nowej Gwinei. Obecnie Papua-Nowa Gwinea jest państwem pozbawionym transportu kolejowego.

## Historia

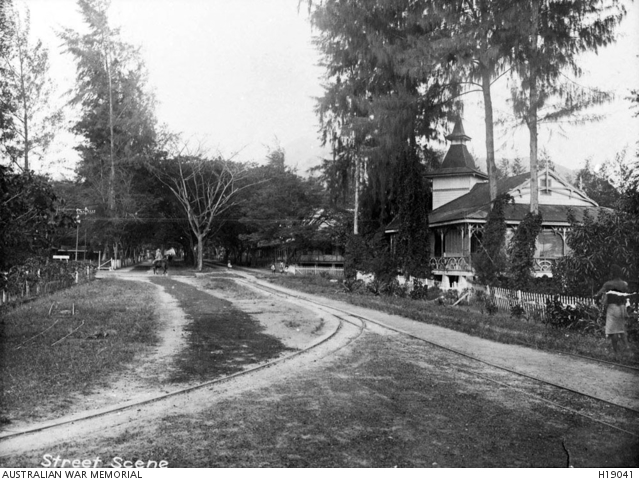
Torowiska w Rabaul (około 1915)

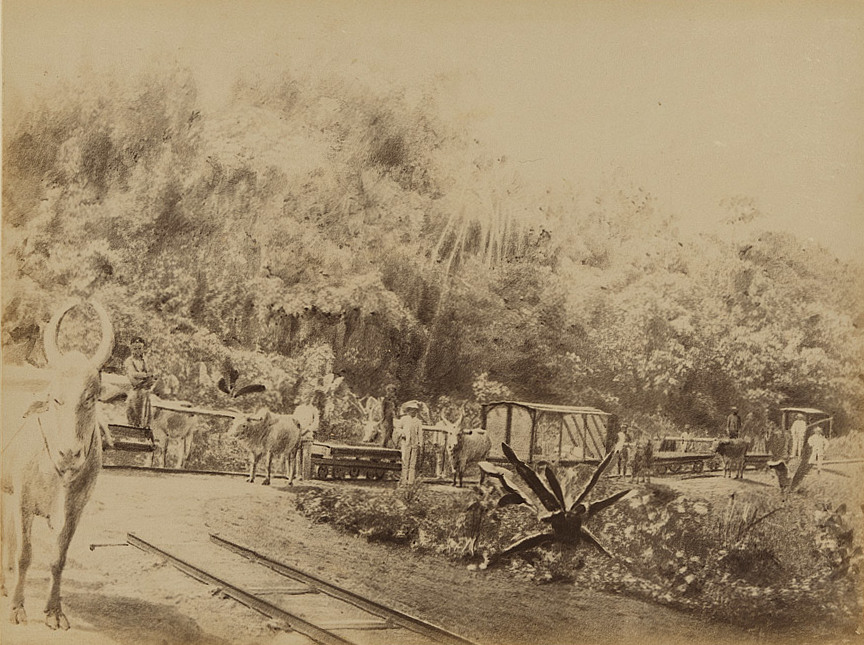
Prowincja Madang (Nowa Gwinea Niemiecka, około 1898). Skład ciągnięty przez woły

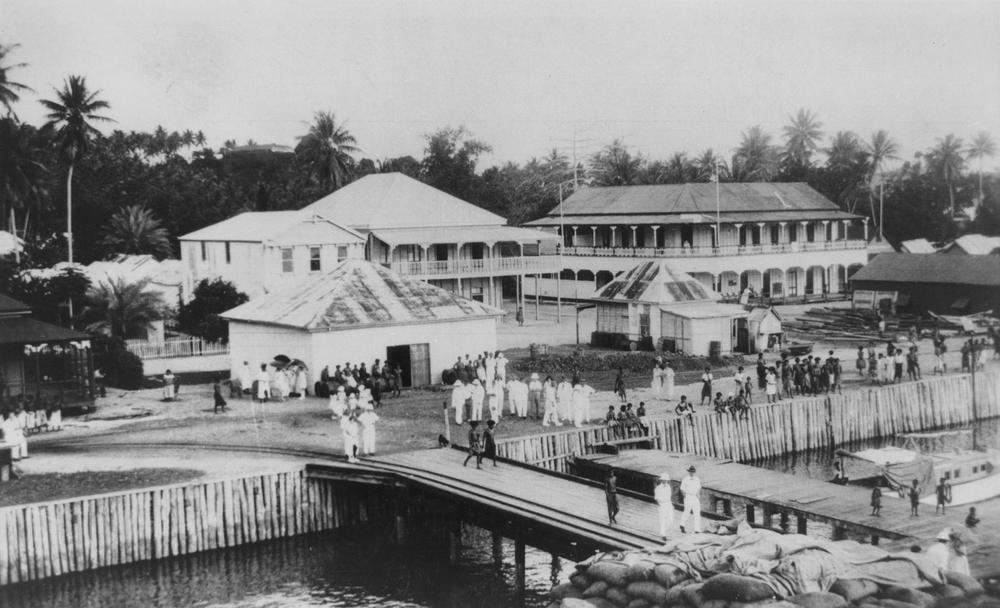
Torowiska na molo w Samarai (prowincja Milne Bay)

### Początki
Pierwsze zapisy o powstaniu linii kolejowej w Papui-Nowej Gwinei pochodzą z 1888, kiedy to na wyspie Mole (prowincja Małe Wyspy Sundajskie Wschodnie), otwarto ręczną kolej wąskotorową do przewozu wydobywanych tam fosforanów. Była to najwcześniejsza potwierdzona linia kolejowa na terenie zarówno brytyjskiej, jak i niemieckiej Nowej Gwinei, choć mogły istnieć inne, wcześniejsze. Do lat 90. XIX wieku wybudowano dużą liczbę następnych linii, najczęściej o długości kilkuset metrów, służących do łączenia osad z nabrzeżami. W początku XX wieku zbudowano dłuższe linie, najczęściej o rozstawie szyn 600 mm. Obsługiwały one plantacje i kopalnie, zwłaszcza na wyspie Woodlark, gdzie wydobywano złoto. Były to koleje o trakcji ręcznej (ewentualnie wagony ciągnęły woły). 

### Rozwój
Potwierdzone koleje znajdowały się m.in.:
- na plantacji bawełny w Hebertshohe, obecnie Kokopo (1 km),
- na plantacjach tytoniu w Jomba (5 km),
- na plantacjach tytoniu w Stephansort, łącząc się z nabrzeżem w Erimahafen (17 km),
- na Woodlark, do kopalni złota (2 km),
- w Raniolo, do plantacji przez strome zbocza doliny rzecznej,
- kolej leśną (700 mm) na wyspie Nowa Brytania, która w 1917 została w całości przeniesiona do Kuriendal, a w 1928 ponownie, do Ulamona,
- dwustumetrowej długości kolej obsługującą nabrzeże i sklepy w Port Moresby (610 mm), działającą do 1918,
- kolej w Simpsonhafen (dzisiejszy Rabaul) działającą do 1937 (600 mm)[1].

W związku z rozwojem wydobycia miedzi kilka kolei zbudowano w Port Moresby około 1910, a w 1914 przystąpiono do realizacji najdłuższego dotąd odcinka z plaży Ela do Rouny. Miał on mieć 27 kilometrów długości i rozstaw szyn 610 mm. Budowy nie ukończono z uwagi na wybuch I wojny światowej. Kolejna linia o rozstawie 610 mm została uruchomiona na wyspie Misima w 1920 i miała 12 kilometrów. Łączyła kopalnie złota w Umuna z portem w Bwagaoia. Została zlikwidowana w 1922. Użyto tutaj, prawdopodobnie po raz pierwszy w Papui-Nowej Gwinei, lokomotywy parowej (używanej, sprowadzonej z Australii i tam zwróconej). W 1921 uruchomiono 10-kilometrowy odcinek z kopalni miedzi w Dubuna do hut i nabrzeży w Tahira, koło Port Moresby (1067 mm). Obsługiwały ją dwa parowozy, które zezłomowano po 1926, kiedy to linia została zamknięta. Dużo nowych sieci kolejowych pojawiło się w tym czasie w związku z szybkim rozwojem plantacji kakaowych i kokosowych. Najbardziej rozbudowany z nich obsługiwał farmy Soraken w prowincji Bougainville. Miał łącznie 23 kilometry długości i rozstaw 610 mm. Gorączka złota wywołała kolejną falę aktywności w zakresie budowy linii kolejowych w latach 30. XX wieku. W 1931 otwarto linię normalnotorową z nabrzeża w Voco Point do pasa startowego Lae. Obsługiwana była m.in. przez samobieżny dźwig parowy. Działała do czasu zbombardowania lotniska przez Japończyków w 1942. Japońskie wojska okupacyjne, a następnie alianci zbudowali kilka kolejnych linii towarowych. Inwestycje takie trwały też w latach 50. i 60. XX wieku. Eksploatacja tych linii (zwłaszcza w górnictwie) trwała do lat 80. XX wieku, kiedy to zaczął się ich schyłek. 

### Schyłek
Po 1980 w Kieta na wyspie Bougainville planowano odtworzenie jednej z linii w ruchu turystycznym, ale nie doszło do tego w związku z wybuchem wojny domowej w 1989. W końcu lat 80. XX wieku na plantacjach palmowych działały jeszcze trzy systemy kolejowe, które prawdopodobnie wkrótce zamknięto. Najdłużej funkcjonowała linia o rozstawie 700 mm w tartaku misji katolickiej w Ulamona. Obsługiwała ją lokomotywa spalinowa skonstruowana na ramie starego parowozu. Pociągi kursowały tam do początku lat 90. XX wieku.
Łącznie w historii kraju udało się udokumentować funkcjonowanie około 150 linii kolejowych. Były to przede wszystkim obsługiwane ręcznie koleje przemysłowe, leśne i rolne. Ich pozostałości są dostrzegalne w terenie, zwłaszcza w rejonach plantacji w okolicach Madang i Rabaul.
Historia kolei na Nowej Gwinei została opisana w 1997 przez Boba Mckillopa i Michaela Pearsona i opublikowana przez wydawnictwo Uniwersytetu Papui-Nowej Gwinei.